# Região Geográfica Imediata de Sousa
A Região Geográfica Imediata de Sousa é uma das quinze regiões imediatas do estado brasileiro da Paraíba, uma das cinco regiões imediatas que compõem a Região Geográfica Intermediária de Sousa-Cajazeiras e uma das 509 regiões imediatas no Brasil, criadas pelo IBGE em 2017.
É composta por 13 municípios, tendo uma população estimada pelo IBGE para 1.º de julho de 2017, de 136 299 habitantes e uma área total de 2 492,72 km².
A cidade-sede Sousa é a mais populosa da região, com 69 554 habitantes.

## Municípios
Fonte: IBGE – Cidades
| Município                | População Censo 2022 | Área (km²) |
| ------------------------ | -------------------- | ---------- |
| Aparecida                | 7 960                | 295,705    |
| Bernardino Batista       | 3 504                | 50,628     |
| Joca Claudino            | 2 539                | 74,007     |
| Lastro                   | 3 162                | 102,669    |
| Marizópolis              | 6 705                | 63,610     |
| Nazarezinho              | 7 203                | 192,165    |
| Poço Dantas              | 3 830                | 97,251     |
| Santa Cruz               | 5 947                | 210,166    |
| São Francisco            | 3 137                | 95,055     |
| São José da Lagoa Tapada | 7 126                | 341,806    |
| Sousa                    | 67 259               | 738,547    |
| Uiraúna                  | 14 930               | 294,498    |
| Vieirópolis              | 4 864                | 146,779    |
| Total                    | 138 166              | 2 492,72   |